# Římskokatolická farnost Olomouc – Nová Ulice
Římskokatolická farnost Olomouc – Nová Ulice je jedno z územních společenství římských katolíků s farním kostelem Panny Marie Pomocnice v olomouckém děkanátu olomoucké arcidiecéze.

## Historie farnosti
Ještě před vznikem současné Nové Ulice se vně západních hradeb Olomouce nacházelo na dnešním katastrálním území Olomouc-město několik předměstí, která v polovině 18. století musela ustoupit stavbě olomoucké pevnosti. Šlo o Zelenou ulici (vzniklo zkomolením německého názvu Greinergasse, tedy Plačtivé ulice, která směřovala na předměstský hřbitov), Střední ulici, od níž odbočoval Gošikl, Litovelskou ulici a Vozovku, souhrnně někdy nazývané Střední předměstí a patřící do farnosti u kostela sv. Mořice. 
Vzhledem k tomu, že se tato osídlení nacházela před městskými hradbami, trpěla za vojenských vpádů, např. Švédové je za třicetileté války prakticky zničili. Podobně poničena byla i po úspěšném pruském obléhání Olomouce a proto bylo roku 1758 rozhodnuto o tom, že všechny zbylé zdejší domy budou až do vzdálenosti 800 metrů od hradeb zbořeny. Tehdejší 4 tisíce obyvatel se musely přesunout západněji, čímž vznikly dvě nové osady, Zelená Ulice a Nová Střední Ulice.
Obě dohromady vytvářely na jinak rozsáhlém území od Slavonína až po Lazce jednu katastrální obec, která stále patřila Olomouci. V roce 1768 zde byla postavena vlastní škola a v letech 1774–1780 kostel Panny Marie Pomocnice se hřbitovem a s lokálií. 

## Duchovní správci
K prosinci 2018 spravuje farnost jako administrátor excurrendo R. D. Mgr. František Hanáček
.

## Bohoslužby
| Kostel                       | Místo      | Bohoslužba (den)                  | Hodina                                                                                                | Poznámka     |
| ---------------------------- | ---------- | --------------------------------- | --- | ------------ |
| kostel Panny Marie Pomocnice | Nová Ulice | neděle pondělí úterý středa pátek | 9.00 17.00 (zima)/18.00 (léto) 17.00 (zima)/18.00 (léto) - bohoslužba slova 17.00 (zima)/18.00 (léto) | farní kostel |

## Aktivity ve farnosti
Farnost se pravidelně zapojuje do akce Tříkrálová sbírka. V roce 2018 dosáhl výtěžek sbírky 33 500 korun. Farnost se zapojuje i do Noci kostelů.